# A Whisper and a Sigh
Albums de Syd Matters
Someday We Will Foresee Obstacles
(2005)
A Whisper and a Sigh est le premier album studio de Syd Matters, sorti en avril 2003 chez Third Side Records.

## Liste des pistes
1. Automatic (5 min 23 s)
2. Black & White Eyes (3 min 35 s)
3. Battle Of Olympus (5 min 45 s)
4. Stone Man (5 min 14 s)
5. Bones (5 min 50 s)
6. End & Start Again (5 min 56 s)
7. Dead Machine (4 min 27 s)
8. Morpheus (4 min 34 s)
9. Have A Nice Day (6 min 01 s)
10. Love & Sleep (2 min 44 s)
11. Tired Young Man (6 min 32 s)